# حکمت مزبان ابراهیم
حکمت مزبان ابراهیم العزاوی (۱۹۳۳ – ۲۷ ژانویه 2012) یک سیاستمدار عراقی بود که معاونت نخست‌وزیر و دو بار نیز وزارت دارایی در دولت صدام حسین را برعهده داشت.
عزاوی در ابتدا به عنوان یک اقتصاددان آموزش دید. او در سال ۱۹۶۰ در اعتراض به دولت ژنرال عبدالکریم قاسم دستگیر شد. او در سال ۱۹۶۸ به حزب بعث سوسیالیست عرب پیوست و به عنوان معاون وزیر امور خارجه در امور بازرگانی منصوب شد. وی در سال ۱۹۸۲ از تمامی سمت‌های رسمی خود برکنار و از حزب اخراج شد تا اینکه در سال ۱۹۸۵ رئیس بانک مرکزی عراق شد. او در آوریل ۱۹۸۷ به دلیل امتناع از انتقال مبلغ هنگفتی به درخواست یکی از عموهای رئیس‌جمهور، در یک جلسه عمومی به شدت مورد تحقیر قرار گرفت و برکنار شد.
رئیس‌جمهور صدام حسین در سال ۱۹۹۵ رو را به به سمت وزارت دارایی برگرداند.
در ژوئیه ۱۹۹۹ عنوان افتخاری معاون نخست‌وزیر به وی اعطا شد. پس از حمله به رهبری ایالات متحده به عراق در سال ۲۰۰۳، او به نفر شماره ۴۵ در لیست افراد مورد تعقیب قرار گرفت. او در ۱۹ آوریل ۲۰۰۳ توسط پلیس عراق به‌طور مسالمت آمیزی از خانه خود در بغداد بازداشت و به ارتش آمریکا تحویل داده شد.
او در سن ۷۹ سالگی در زندان به دلیل نداشتن داروهای قلبی درگذشت. یک سخنگوی دولت گفت که سلامتی او به دلیل افزایش سن رو به وخامت گذاشته بود، اگرچه فرد دیگر از سرطان به عنوان علت مرگ او نام برد.